# Synodontis zanzibaricus
Synodontis zanzibaricus là một loài cá da trơn trong họ Mochokidae. Chúng là loài đặc hữu của Kenya.